# The Indian Queen
The Indian Queen (Z. 630) est un semi-opéra mis en musique par Henry Purcell et représenté une première fois en 1695. Le livret s'inspire de la pièce de John Dryden et Robert Howard, représentée pour la première fois en 1664.

Henry Purcell - The Songs in the Indian Queen, London 1695 - title page

Purcell ne put terminer l'œuvre, il mourut fin 1695. Elle fut donc achevée par Daniel Purcell, son frère. Elle est typique des semi-opéras, combinaison de scènes parlées et de pièces chantées.

## Le livret confronté à l'Histoire
L'œuvre relate les conflits imaginaires entre Aztèques et Incas (ce qui, du point de vue géographique, n'est pas vraisemblable, les premiers se situant au Mexique et les seconds au Pérou, qui ne voisinent pas). Sur ce fond de guerres caraïbes, le livret développe une intrigue relatant les amours entre la reine des Aztèques et le général des Incas. Historiquement, ces conflits de nature militaire recèlent un fond de vérité : lorsque Christophe Colomb arriva dans les îles d'Amérique centrale, les Indiens Caraïbes étaient en train d'achever la conquête de ces territoires.

## Structure
- Z 630[1], Semi-opéra, The Indian Queen (1695)
  - Movt. 1, 1st Music, (Air and Hornpipe)
  - Movt. 2, 2nd Music, (Air and Hornpipe)
  - Movt. 3, Overture, (Grave and Canzon)
  - Prologue
    - Movt. 4a, Trumpet Tune
    - Movt. 4b, Aria, "Wake Quivera, wake"
    - Movt. 4c, Prelude
    - Movt. 4d, Aria, "Why should men quarrel"

  - Acte 2
    - Movt. 5, Symphony
    - Movt. 6, Aria and Chorus, "I come to sing great Zempoalla's story"
    - Movt. 7, Trio, "What flatt'ring noise is this"
    - Movt. 8, Trumpet tune
    - Movt. 9, Symphony
    - Movt. 10, Dance
    - Movt. 11, 2nd Act Music (Trumpet Tune reprise)

  - Acte 3
    - Movt. 12, Dance
    - Movt. 13, Aria, "Ye twice ten hundred deities"
    - Movt. 14, Symphony
    - Movt. 15, Aria, "Seek not to know what must not be reveal'd"
    - Movt. 16, Trumpet Overture (Canzon and Adagio)
    - Movt. 17a, Duet and Quartet, "Ah! Ah! How happy are we!"
    - Movt. 18, 3rd Act Tune (Rondeau)
    - Movt. 19, Aria, "They tell us that you mighty powers above"
    - Movt. 20, 4th Act Tune
    - Movt. 21a, Prelude and Chorus, "While thus we bow before your shrine"
    - Movt. 21b, Aria, "You who at the altar stand"
    - Movt. 21c, Prelude
    - Movt. 21d, Chorus, "All dismal sounds thus on these off'rings wait"
    - Movt. 22, Air

  - Acte additionnel : « Masque », par Daniel Purcell
    - Symphony
    - To bless the genial bed - Come all, come at my call
    - I'm glad I have met him
    - The joys of wedlock soon are past
    - Make haste, make haste to put on love's chains
    - Trumpet air - Let loud renown with all her thousand tongues

## Les représentations de 2013-2015, par Peter Sellars
Pour les représentations de 2013 et 2015, le metteur en scène Peter Sellars a intégré à cette œuvre l'air célèbre de Purcell « Music for a While ». Cet air avait été initialement composé en 1692 pour être chanté au cours d’Œdipus, tragédie de John Dryden et Nathaniel Lee, d'après Œdipe Roi de Sophocle. Sellars a également intégré à la partition plusieurs autres airs de Purcell (dont les célèbres « O Solitude », « Hear my prayer »). Il a aussi ajouté, dans le courant de l'œuvre, des scènes de texte parlé, et de la danse. Ainsi, l'œuvre, qui ne durait qu'une heure à l'origine, est devenue trois fois plus longue dans cette production. Même si ce n'est pas dit, l'opéra, tel qu'il nous est alors présenté, n'est plus à attribuer aux seuls auteurs du XVIIe siècle.

## La production de 2019 pour l'Opéra de Lille
Pour cette production, effectuée sous la direction musicale d'Emmanuelle Haïm et scénique de Guy Cassiers, il est de nouveau décidé de supprimer les compléments apportés par Daniel Purcell. Des pièces écrites antérieurement par Henry Purcell sont une nouvelle fois introduites. C'est ainsi qu'on y entend, tout à la fin, un extrait de la Musique pour les funérailles de la reine Mary (le premier chœur : « Man that is born of a woman »). Le texte de ce dernier épisode choral est extrait d'un livre de prières anglicanes, le Book of Common Prayer (1662). Auparavant on y avait entendu l'air « So when glitt’ring Queen of Night » tiré de son Yorkshire Feast Song (Z. 333) et une version instrumentale de « Here the deities approve » (tiré de l’Ode for St Cecilia's Day, 1683). La production introduit également de la musique de Matthew Locke et de John Blow.
On lit dans Forumopera du 5 octobre 2019 : « Comme la majorité de ses pairs avant elle, Emmanuelle Haïm a renoncé aux morceaux, trop faibles, que Daniel Purcell composa après la mort de son frère pour le cinquième acte. Pour combler les lacunes de cette partition inachevée, elle a préféré explorer, avec le concours de son assistant James Halliday, l’œuvre d’Henry, n'empruntant, par ailleurs, qu'à ses maîtres » : un ground (un air construit sur une basse obstinée) extrait de Venus and Adonis, de John Blow, et un curtain tune (air entendu lorsque le rideau est fermé, extrait cette fois de The Tempest, de Matthew Locke) ».